# Michaël Cailloux
 (mai 2025).
Michaël Cailloux est un artiste plasticien français né le 22 octobre 1975 à Paris. Il est connu pour son travail de sculpture et de gravure à l'eau-forte,,,, ses collaborations avec des maisons comme Dior, Lenôtre, Bernardaud ou Shiseido, et ses livres aux éditions Thierry Magnier et Delachaux et Niestlé.

## Biographie
Il se passionne très jeune pour le dessin et se spécialise en poursuivant ses études au lycée d'arts appliqués Auguste Renoir (Paris 18e) et obtient un diplôme supérieur d'arts appliqués de l'école Duperré en 1998,. Il fait ses débuts professionnels dans le bureau de tendance Peclers et créé la société Atelier LZC en 2001 avec laquelle il élabore des collections pour les marques comme Baccarat, Cartier ou Habitat,. En 2013, il décide de lancer des collections Art & Design sous son propre nom, tout en poursuivant les collaborations notamment comme designer et illustrateur.

## Influences et inspirations
Le travail de Michaël Cailloux est inspiré par la nature et les couleurs. Qualifié de « Baroque moderne » par Télérama, il puise son inspiration dans les natures mortes du XVIIe siècle et dans le naturalisme Art nouveau. L'essentiel de son travail débute par le dessin aux feutres fins et sa signature est une mouche,.

## Parcours
En 2015, il est finaliste du Prix Gravix pour son travail de gravure à l'eau-forte et recouvre la galerie de la madeleine (Paris 8e) de ses motifs pour le restaurant Lucas Carton.
En 2016, il signe un jeu de cartes en hommage à Christian Dior pour la première collection Dior Maison,. L'agence NellyRodi présente le travail de Michael Cailloux sur le stand "House of games" de Maison et Objet,
En 2017, il est invité à participer à la CowParade et réalise une vache en collaboration avec l'actrice Emmanuelle Bercot vendue aux enchères à l'hôtel Drouot, au bénéfice de l'association rêve de Cinéma. Il participe aussi à la troisième édition de Chambres de décorateurs à Londres en collaboration avec le décorateur Vincent Darré et sort le livre Merveilleuse Nature aux éditions Thierry Magnier.
En 2018, Michael Cailloux présente « Cadavre exquis » sa première exposition personnelle au Japon (Ginza) et signe pour le pâtissier Lenôtre le design des bûches de Noël et des galettes des rois de l'Épiphanie 2019,,. Cette même année, il sort le livre Merveilleuses Couleurs aux éditions Thierry Magnier.
En 2019, Michaël Cailloux poursuit sa collaboration avec la maison Lenôtre et réalise la collection de la Saint-Valentin, et Pâques,. Il signe également l'identité visuelle de l'événement rendez-vous aux jardins pour le ministère de la Culture sur le thème des animaux aux jardins et de la biodiversité. Ses décors muraux « Les quatre saisons » sont choisis par le musée du papier peint de Rixheim dans le cadre de l'exposition « Au fil des saisons »,,. Il sort le livre-objet Talismans cosigné par Thierry Magnier aux éditions Thierry Magnier,.
En 2020, Michaël Cailloux dessine la collection « Lemon insect » et « Pince-moi » pour les faïenceries et émaux de Longwy,. Il signe le service de table « Féerie »  en porcelaine de Limoges pour la maison Bernardaud,,,. Il est invité par l'association des musées du Val d'Ossola (Italie) à participer à l'exposition collective et itinérante « Herbarium Vagans » qui a pour objectif de mettre en lumière les plantes alpines à travers l'Art. Il signe l'identité visuelle du Noël Évian Resort sur le thème du ballet L'Oiseau de feu d'Igor Stravinsky. Il participe à l'exposition collective « Un voyage parisien » organisée par la Galerie Nathalie Béreau.
En 2021, à l'occasion des 40 ans de la loi sur le prix du livre unique, connue sous l'appellation loi Lang, Michaël Cailloux signe l'identité visuelle de la fête de la librairie indépendante,, un événement inspiré de la Sant Jordi Catalane. Il dessine la collection « Le jardin des splendeurs »,, pour la gamme de cosmétiques « Clé de peau Beauté » de la marque japonaise Shiseido,. Cette même année, la curatrice et historienne de l'art Julia Hountou présente « Luxuriance » une exposition rétrospective du travail de Michaël Cailloux à la galerie du Crochetan,,, à Monthey en Suisse.
En 2022, la maison d’édition Delachaux et Niestlé s’associe à Michaël Cailloux pour célébrer son 140e anniversaire. La galerie Nathalie Béreau présente ses œuvres, lors de la première édition du salon « Paris Print Fair », créé par la Chambre syndicale de l’estampe, du dessin et du tableau. La même année, le musée Jean-Jacques-Rousseau de Montmorency présente l'exposition « Merveilleuses Rêveries : carte blanche à Michaël Cailloux »,,. Luxuriante Nature, la première monographie consacrée exclusivement au travail de l'artiste sort en librairie aux éditions Delachaux et Niestlé.
En 2023, Michaël Cailloux signe l'affiche et l'intégralité des dessins pour le 25e anniversaire de la fête de la librairie indépendante,,. Pour célébrer le centenaire de Bambi, les éditions Delachaux et Niestlé invitent Michaël Cailloux à dessiner la véritable histoire de Bambi, selon le texte original de Felix Salten paru en 1923 adapté par Michel Larrieu,. Ce projet donne lieu à un travail plastique décliné en dessin, gravure à l’eau-forte et sculpture, présenté dans plusieurs expositions, notamment L’enfance retrouvée à l’Espace Chapon à Paris, organisée par la galerie Nathalie Béreau,, ainsi que Les murmures de la forêt à la Galerie du Crochetan en Suisse aux côtés de l’artiste Frédérique Morrel et sous le commissariat de Julia Hountou. À l’occasion des journées européennes des métiers d’art, la ville de Draveil présente une exposition personnelle de Michaël Cailloux au château de Villiers intitulée « Entre les eaux et les arbres »,.
En 2024, Michaël Cailloux collabore avec la maison Baccarat pour la collection "Zodiaque", célébrant l'année du Dragon dans le calendrier chinois. Cette collaboration inclut des pièces telles que des vases et une sculpture bearbrick en cristal. Cette même année, il cosigne avec Marie Desplechin l’album Le ventre de Joseph, publié aux éditions Thierry Magnier avec le soutien de la Fondation La Poste,. Construit comme une correspondance entre quatre personnages au XVIIIᵉ siècle, le livre mêle humour, tendresse et références botaniques,. Les dessins de Michaël Cailloux, inspirés des planches naturalistes et de l’enluminure, accompagnent les textes de Marie Desplechin dans un dialogue artistique étroit,.
En 2025, Michaël Cailloux présente l'exposition personnelle Le Pouvoir des Fleurs aux Dominicaines de Pont-l'Évêque. Inspirée de l’univers développé pour l’album Le Ventre de Joseph cosigné par Marie Desplechin (2024), l’exposition mêle gravures à l'eau-forte, sculptures en cuivre et dessins originaux, dans une relecture contemporaine des natures mortes et de l’Art nouveau,.

## Réception critique
En 2015, son travail de gravure et de sculpture est présenté dans le livre "Encore! The New Artisans : Handmade Designs for Contemporary Living" écrit par Olivier Dupon aux éditions Thames & Hudson et présenté dans le magazine de la maison de ventes aux enchères Christie's.
En avril 2016, la journaliste Caroline Clavier écrit dans le magazine Vivre Côté Paris : "Artiste-entomologiste, naturaliste hors norme, amateur d'anachronismes, Michaël Cailloux invente une nature féconde et débridée au fil d'une œuvre plurielle."
Le 29 avril 2016, Laurence Haloche, journaliste pour le Figaro Magazine écrit : « chaque ouvrage, unique, impressionne par la finesse des découpes, par l'illusion qu'il donne de ressusciter les merveilles d'un temps révolu où s'exprimait le talent de René Lalique et Georges Fouquet. »
Dans le magazine Télérama du 13 au 19 janvier 2018, le journaliste Xavier de Jarcy écrit : « Il y avait au XXe siècle le milanais fantasque Piero Fornasetti, il y a aujourd'hui le duo belgo-néerlandais Studio Job, et maintenant le français Michaël Cailloux. »
Dans le quotidien Le Parisien du 2 juin 2018, Franck Schmitt écrit : « D'une expo au Japon, à un projet de livres pour enfant, ce surdoué de la couleur et de la composition nous ouvre régulièrement les portes de son jardin créatif : les baleines volent dans les champs, les insectes butinent des fleurs paradisiaques, tandis que l'esprit cabinet de curiosités rôde. »
Dans le magazine des métiers d'Art (numéro 136), Ateliers d'Art de France, Eva Bensard écrit : « Ses goûts pour la faune et la flore en font un digne héritier de l'Art nouveau. Fasciné depuis ses études pas le thème de la mouche, symbole de vanité, Michaël Cailloux en a fait sa signature ».
Dans le magazine Art & Métiers du livre de mai-juin 2019, Francis Capdeboscq écrit : « Michaël Cailloux produit des gravures à l'eau-forte à partir de matrices de cuivre découpées, véritable dentelle où les règnes animal et végétal se mêlent et se confondent. Après impression, il transforme ces matrices en bijoux muraux. Effet saisissant ! ».
Dans Arts Magazine d'octobre-novembre 2021 (numéro 138), le journaliste Frédéric Benoit écrit « Passionné par les insectes, les natures mortes, l'Art Nouveau, Michaël Cailloux exalte la faune et la flore grâce à une palette de couleurs éclatantes. Dans son cabinet de curiosités où il explore les merveilles de la nature, les mouches et les abeilles virevoltent, les colibris dansent, les paons majestueux arborent leur plumage somptueux tandis que les baleines, les méduses, les anguilles et les étoiles de mer évoluent en mouvement lascifs et envoûtants. »

## Ouvrages
- Merveilleuse nature, Éditions Thierry Magnier, 2017. Ce livre a fait l'objet d'une critique dans Le Journal des arts[9].  (ISBN 979-10-352-0102-9)
- Merveilleuses couleurs, Éditions Thierry Magnier, 2018.  (ISBN 979-10-352-0159-3)
- Talismans : Porte-bonheur et grigris pour petits tracas, Thierry Magnier (texte), Michaël Cailloux (Dessins), Éditions Thierry Magnier, 2019[38].  (ISBN 979-10-352-0269-9)
- Michaël Cailloux, Julia Hountou et Nicolas Le Brun, Luxuriante Nature, Delachaux et Niestlé, 28 octobre 2022, 160 p. (ISBN 978-2-603-02964-0 et 978-2-603-02986-2, présentation en ligne)
- Bambi : La véritable histoire, Felix Salten (auteur original), Michel Larrieu (adaptation), Michaël Cailloux (dessins), Éditions Delachaux et Niestlé, 2023  (ISBN 978-2-603-03045-5)
- Le Ventre de Joseph, texte de Marie Desplechin, dessins de Michaël Cailloux, Éditions Thierry Magnier, 2024, 40 p. (ISBN 979-1035207953)